# Tania Singer
Tania Singer (Múnich, Alemania, 8 de diciembre de 1969) es una psicóloga y neurocientífica social alemana. Es directora científica del Laboratorio de Neurociencia Social de la Sociedad Max Planck en Berlín, Alemania. Es la investigadora de la empatía más reconocida del mundo.
Sus investigaciones se centran en los mecanismos de desarrollo, neuronales y hormonales que subyacen al comportamiento social humano y a las emociones sociales, como la compasión y la empatía.

## Trayectoria
Es hija del neurocientífico Wolf Singer.
Estudio psicología en la Philipps-Universität Marburg y en Technische Universität Berlin, donde terminó sus estudios en 1996. Luego hizo su doctorado en la Freie Universität Berlin, en donde se recibió en el año 2000.
A partir de 2000, trabajó como investigadora en el Instituto Max Planck para el Desarrollo Humano de Berlín. En 2002 entró como visitante y luego como investigadora en el Departamento de Neurociencia por Imagen de Wellcome, en Londres, Inglaterra. A partir de 2005 fue investigadora en el Instituto de Neurociencia Cognitiva, en Londres.
Entre 2007 y 2010, ocupó la cátedra inaugural de Neurociencia social y neuroeconomía en la Universidad de Zúrich en Suiza. También fue codirectora del Laboratorio de Investigación de Sistemas Sociales y Neuronales de la Universidad de Zúrich.
Desde 2010 hasta 2018 fue directora del Instituto Max Planck de Ciencias Cognitivas y Cerebrales Humanas en Leipzig.
Desde 2019 es la Jefa del Grupo de Investigación de Neurociencia Social y profesora honoraria de la Universidad de Leipzig y de la Universidad Humboldt de Berlín.
Es fundadora e investigadora principal del proyecto ReSource.

## Reconocimientos
- 2001, Medalla Otto Hahn de la Sociedad Max Planck.[4][5][7]

## Controversias
En 2008 fue acusada de haber acosado a sus empleados en el Max Planck Institute for Human Cognitive and Brain Sciences de Leipzig durante años.